# Lekkoatletyka na Letnich Igrzyskach Olimpijskich 1900 – skok wzwyż mężczyzn
Konkurs skoku wzwyż na igrzyskach olimpijskich w 1900 w Paryżu rozegrano 15 lipca 1900 w Lasku Bulońskim. Startowało 8 lekkoatletów z 7 krajów. Dwóch zawodników ze Stanów Zjednoczonych nie wystąpiło, ponieważ zawody odbyły się w niedzielę. Rozegrano od razu finał.

## Rekordy
| Rekord świata     | 1,97 | Michael Sweeney | Nowy Jork (USA) | 21 września 1895 |
| Rekord olimpijski | 1,81 | Ellery Clark    | Ateny (Grecja)  | 10 kwietnia 1896 |

## Finał
| Poz.   | Zawodnik             | Kraj                 | Wynik | Uwagi |
| ------ | -------------------- | -------------------- | ----- | ----- |
| złoto  | Irving Baxter        | Stany Zjednoczone    | 1,90  | OR    |
| srebro | Patrick Leahy        | Wielka Brytania      | 1,78  |       |
| brąz   | Lajos Gönczy         | Węgry                | 1,75  |       |
| 4.     | Carl Albert Andersen | Norwegia             | 1,70  |       |
| 4.     | Eric Lemming         | Szwecja              | 1,70  |       |
| 4.     | Waldemar Steffen     | Cesarstwo Niemieckie | 1,70  |       |
| 7.     | Louis Monnier        | Francja              | 1,60  |       |
| 8.     | Tore Blom            | Szwecja              | 1,50  |       |

Baxter wygrał zdecydowanie, skokami na wysokość 1,85 m i 1,90 m poprawiając rekord olimpijski. Później atakował wysokość 1,98 m, co byłoby nowym rekordem świata, ale bez powodzenia.